# Cham Khūcheh
Cham Khūcheh (persiska: چم خوشه, Cham Khūsheh, چم خوچه) är en ort i Iran.   Den ligger i provinsen Lorestan, i den västra delen av landet, 400 km sydväst om huvudstaden Teheran. Cham Khūcheh ligger 1 070 meter över havet och antalet invånare är 687.
Terrängen runt Cham Khūcheh är kuperad åt nordost, men åt sydväst är den bergig. Cham Khūcheh ligger nere i en dal.Runt Cham Khūcheh är det ganska tätbefolkat, med 72 invånare per kvadratkilometer. Närmaste större samhälle är Khāţereh, 6,8 km sydost om Cham Khūcheh. Omgivningarna runt Cham Khūcheh är i huvudsak ett öppet busklandskap.